# Fuerza normal

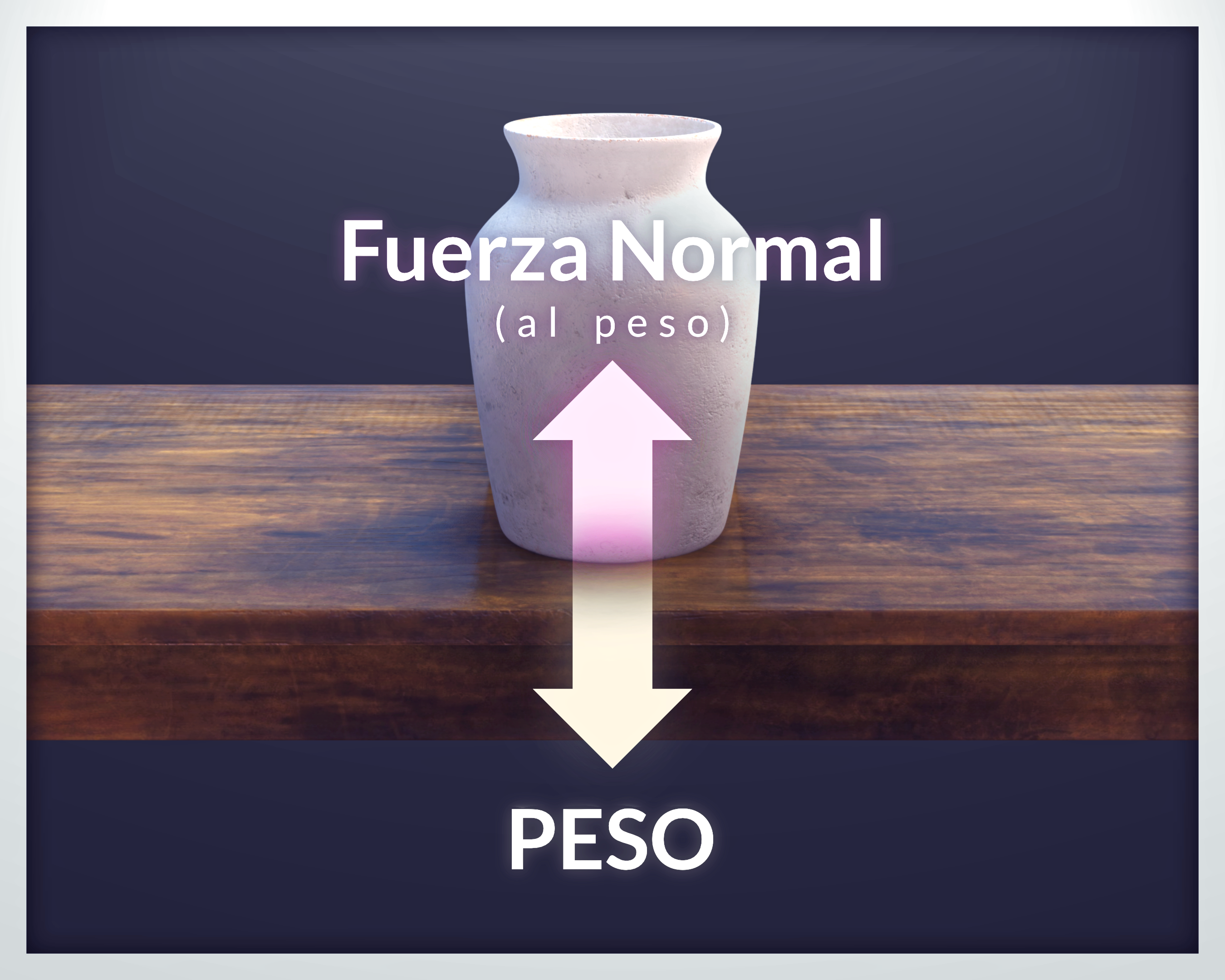
El jarrón está bajo la influencia de la gravedad, lo que lo hace obtener un peso, y por ende, una aceleración hacia abajo. Sin embargo, la mesa (debido a la resistencia de su material) logra ejercer una fuerza de igual magnitud y dirección a su peso, pero en sentido contrario (es decir, se están restando las magnitudes), lo que anula la fuerza total y evita la aceleración del jarrón hacia el suelo.

En física, especialmente en mecánica clásica, la fuerza normal {\displaystyle F_{n}\,} (a veces de manera simplificada, denotada como N) se define como la fuerza que ejerce una superficie sobre un cuerpo apoyado sobre ella. Esta es de igual magnitud y dirección, pero de sentido contrario a la fuerza ejercida por el cuerpo sobre la superficie.
En este caso, la palabra normal es utilizada con su denotación geométrica, refiriendo a la perpendicularidad, ya que esta fuerza es ejercida con sentido opuesto a la que está recibiendo cierta superficie.
En general, la magnitud o módulo de la fuerza normal es la proyección de la fuerza resultante sobre el cuerpo, {\displaystyle \mathbf {F} _{R}}, sobre el vector normal a la superficie. Cuando la fuerza actuante es el peso, y la superficie es un plano inclinado que forma un ángulo α con la horizontal, la fuerza normal se calcula. así:
{\displaystyle F_{N}=mg\cos(\alpha )}
Donde m es la masa, g es la gravedad y ambos son multiplicados por el coseno del ángulo que forma la superficie (α).

## Ejemplo teórico
Supongamos que un objeto de 40 kg se encuentra situado sobre una mesa. La fuerza normal del objeto es el peso, pero en sentido opuesto al mismo. De manera que, como el peso se puede calcular multiplicando la masa (kg) por la aceleración (gravedad), hacemos 40 kg · 9,81 m/s2 = 392,4 Newtons, donde 9,81 m/s2 es la aceleración debida a la gravedad. Así que podemos concluir que la Fuerza Normal es de 392,4 Newtons, pero en sentido opuesto al peso pero no es la Fuerza Reacción al Peso.